# Albert Roca
Albert Roca Pujol (Granollers, 1962. október 20. –) spanyol labdarúgó, edző. 2014 és 2015 között a salvadori labdarúgó-válogatott szövetségi kapitánya volt.